# Jan Aleksander Alancy
Jan Aleksander Alancy (ur. w 1592 roku – zm. 11 listopada 1648 roku) – prepozyt kapituły kolegiackiej św. Jana Chrzciciela w Warszawie, wychowawca dzieci króla Zygmunta III Wazy i królowej Konstancji Habsburżanki, prepozyt liwski w latach 1626–1648.
Po śmierci wystawiono mu epitafium w kolegiacie warszawskiej.